# Rkațiteli

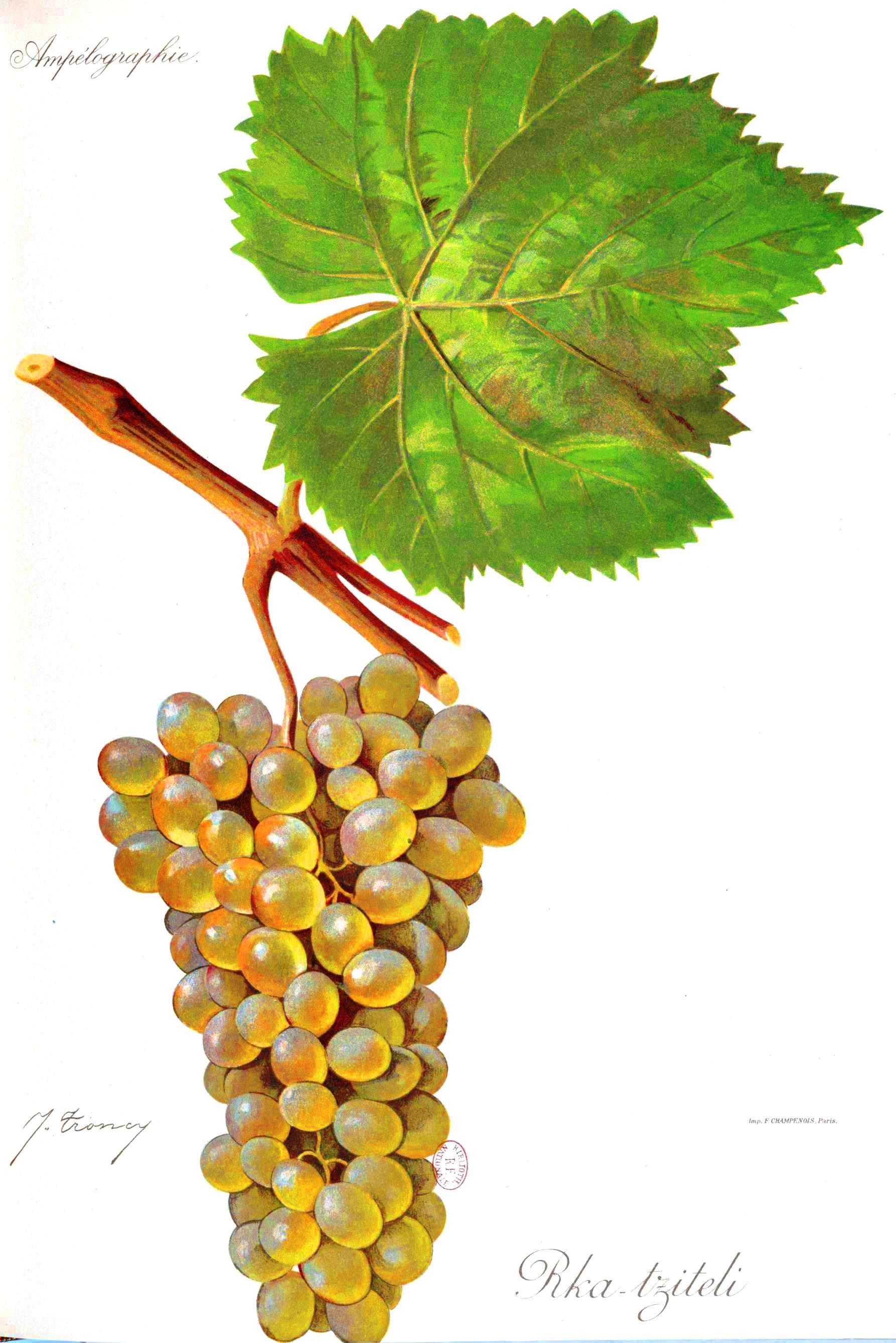
Rkaţiteli

Rkațiteli este un soi alb de struguri, originar din Georgia și cultivat pe scară largă în statele fostei Uniuni Sovietice. Cultivat inițial în sudul Moldovei acest soi a găsit cel mai prielnic sol în Oltenia, în podgorii cu sol nisipos din județul Dolj și din Mehedinți. Vinul obținut atinge un nivel calitativ relativ bun, cu o tărie de circa 10,5 - 11%. Este un vin sec, bine echilibrat, de culoare galben-pai și o bună aciditate.

## Istorie
Soi de origine georgiană, a fost introdus în România relativ de curând. Este localizat mai ales în arealele din sudul și mijlocul Moldovei (județele Galați și Vaslui) și este experimentat cu bune rezultate pe nisipurile din Oltenia(Podgoria Dacilor). În traducere înseamnă "lăstar roșu".

## Descriere
Se remarcă prin remarcabila sa rezistență la ger, creșterea erectă a lăstarilor, care îl scutește pe viticultor de lucrările de vară pentru dirijarea lăstarilor, ca și prin producțiile în general ridicate. Vinul este sec, echilibrat, de culoare galben-pai și atinge, în anii buni, 10,5 - 11° alcool.

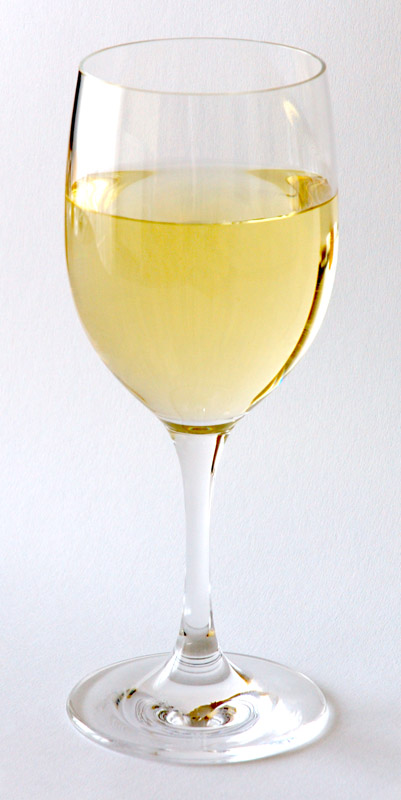
Rkaţiteli